# Richard Romanowsky
Richard Franz Georg Romanowsky (* 21. April 1883 in Wien, Österreich-Ungarn; † 22. Juli 1968 in Steyr) war ein österreichischer Schauspieler und Komiker. Er wirkte von 1931 bis 1961 in über 40 deutschen und österreichischen Spielfilmen mit.

## Leben

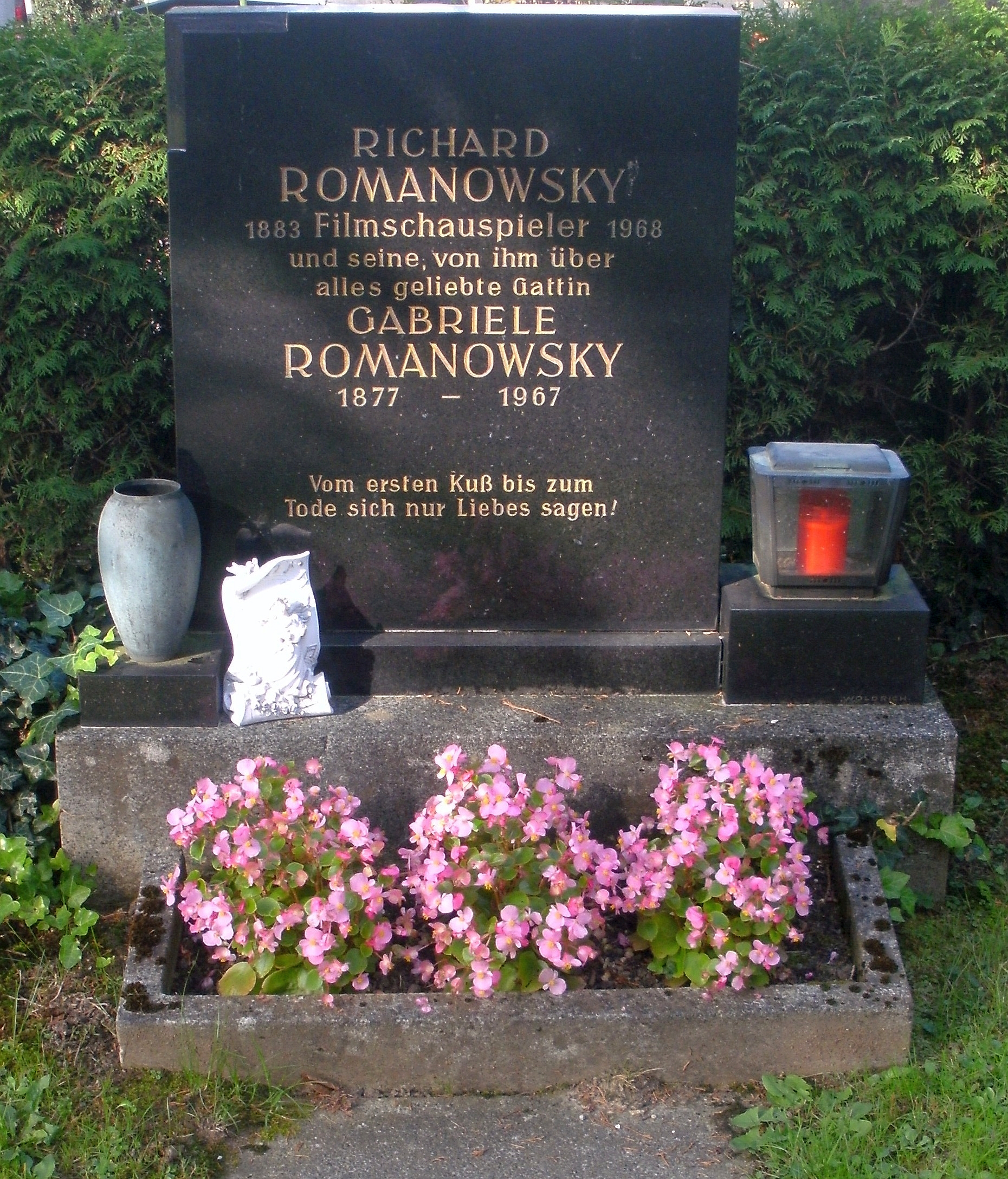
Steyr, Urnenfriedhof am Tabor: Grab Richard und Gabriele Romanowsky

Richard Romanowsky war Sohn des Bahnbeamten Johann Romanowsky und seiner Ehefrau Henriette, geborene Hofmeister. Seine Tante war die Opernsängerin Anna Sachse-Hofmeister. Er arbeitete zunächst als Schlosser und Holzbildhauer. Nach Schauspielunterricht erhielt er 1905 ein Engagement am Deutschen Volkstheater in Wien, in Czernowitz, 1906 am Stadttheater Znojmo, dann in Linz, Graz und 1912 am Deutschen Theater in Prag. Im Jahr 1924 spielte er in Wien und ab 1925 in Berlin an verschiedenen Bühnen, darunter am Deutschen Theater. In den 1930er-Jahren kehrte er nach Wien zurück, wo er von Max Reinhardt an das Theater in der Josefstadt engagiert wurde und er 1925/26 und 1930/31 Ensemblemitglied war. Romanowsky stand 1944 in der Gottbegnadeten-Liste des Reichsministeriums für Volksaufklärung und Propaganda.
Wie im Theater wurde Romanowsky auch im Film meist als eher Komische Figur eingesetzt. Ob als Fürst in Der Ammenkönig oder, häufiger, als subalterner Angestellter, spielte er immer wieder Randpersonen, die durch Unbeholfenheit einerseits und übertriebenes Auftrumpfen andererseits belustigend wirken. Bereits 1909 stellte ein Kritiker des Prager Tagblatts anlässlich der Aufführung von Fräulein Josette – meine Frau am Neuen Deutschen Theater Prag fest, dass Romanowsky jener Wiener Schule angehört, die das Wort sehr trocken behandelt, aber besonders stark mit den Händen und Beinen arbeitet. Diese Einschätzung änderte nichts an den bis 1925, dem Jahr des Abgangs nach Wien, angehäuften Erfolgen in Prag, ab 1922 auch in dem von Josef Zasche (1871–1957) entworfenen Ersatz zum Neuen Deutschen Theater, der Kleinen Bühne (Havlíčkovo nám. 28). 
Im Jahr 1954 musste sich der Schauspieler wegen eines Augenleidens einer Operation unterziehen, die erfolgreich verlief. Am 18. April 1958 erhielt er aus Anlass seines 75. Geburtstags die Ehrenmedaille der Bundeshauptstadt Wien.
Richard Romanowsky war seit 1912 mit Gabriele Antonia Maria Scheiter (1877–1967) verheiratet.
Romanowsky wohnte seit vielen Jahren permanent im Kurhotel Landessanatorium, Bad Hall, wo er am 15. Juli 1968 einen Unfall erlitt, an dessen Folgen er eine Woche später im Landeskrankenhaus Steyr verstarb. Seine und seiner Frau Gabriele letzte Ruhestätte befindet sich auf dem Urnenfriedhof am Tabor in Steyr.

## Filmografie
- 1931: Zwei in einem Auto
- 1933: Glück im Schloß
- 1934: Abenteuer im Südexpress
- 1934: Abschiedswalzer
- 1935: Winternachtstraum
- 1935: Der Ammenkönig
- 1935: Mach mich glücklich
- 1936: Konfetti (Confetti)
- 1936: Die Nacht mit dem Kaiser
- 1937: Kein Wort von Liebe
- 1937: Liebling der Matrosen
- 1937: Fremdenheim Filoda
- 1937: Abenteuer in Warschau
- 1937: Zauber der Bohème
- 1938: Dir gehört mein Herz
- 1939: Das Abenteuer geht weiter
- 1939: Marionette
- 1939: Marguerite: 3
- 1940: Seitensprünge
- 1940: Casanova heiratet
- 1942: Die heimliche Gräfin
- 1943: Maske in Blau
- 1943: Frauen sind keine Engel
- 1943: Karneval der Liebe
- 1943: Romantische Brautfahrt
- 1944/47: Umwege zu Dir
- 1947: Singende Engel
- 1948: Das singende Haus
- 1952: Saison in Salzburg
- 1952: Hannerl
- 1953: Tingeltangel (Praterherzen)
- 1953: Du bist die Welt für mich
- 1953: Der Feldherrnhügel
- 1955: Zwei blaue Augen
- 1956: Die fröhliche Wallfahrt
- 1956: Wenn Poldi ins Manöver zieht (Manöverzwilling)
- 1956: Fuhrmann Henschel
- 1956: Salzburger Geschichten
- 1957: Wien, du Stadt meiner Träume
- 1957: Scherben bringen Glück
- 1957: Das Schloß in Tirol
- 1958: Das Dreimäderlhaus
- 1958: Man müßte nochmal zwanzig sein
- 1961: Saison in Salzburg